# Mekongs flodkommission
Mekongs flodkommission är en organisation som bildats 1995 av Laos, Thailand, Vietnam och Kambodja för att gemensamt arbeta för en uthållig vård och utveckling av floden Mekong och dess upptagningsområden.
Mekong rinner upp i Jifubergen i Zaduo-området i norra Tibet i den kinesiska provinsen Qinghai på höjder runt 5 200 meter över havet. Floden och upptagningsområdet, som omfattar ungefär 795 000 km² är ett av de artikaste områdena i världen med mer än 1 200 identifierade fiskarter.  Ungefär 120 olika fiskarter används vanligtvis inom handeln, men huvuddelen av fisket rör 10–20 arter.
Överenskommelsen vars fulla titel är AGREEMENT ON THE COOPERATION FOR THE SUSTAINABLE DEVELOPMENT OF THE MEKONG RIVER BASIN undertecknades i Chiang Rai den 5 april 1995.
Kina och Myanmar är inte medlemmar utan utgör partners som man för en dialog med (Dialogue Partners).
Kommissionen består av ett råd (council), som sammanträder en gång om året och flera kommittéer. Det finns också ett sekretariat som har två kontor, ett i Vientiane och ett i Phnom Penh. Sekretariatet leds av en generalsekreterare som har huvudansvaret för den dagliga verksamheten. 
2002 antog man en övergripande plan (Basin Development Plan) och flera överenskommelser har träffats om utbyte av hydrologisk information även med Kina. Regler har också antagits för att bevara en god vattenkvalitet.
Kommissionen har antagit olika program för
- Vattenanvändning
- Vattenkraftutbyggnad
- Minskning av klimatpåverkan